# Новотны, Павел (футболист)
Па́вел Но́вотны (чеш. Pavel Novotný; род. 14 сентября 1973) — чешский футболист и футбольный тренер.

## Карьера

### Клубная
Выступал за чешские клубы «Богемианс 1905», «Славию», «Спарту», «Унион» и «Хаверов», а также за немецкий «Вольфсбург».

### В сборной
Сыграл 2 игры за основную и 18 за молодёжную. Участвовал в Евро-1996, стал серебряным призёром.

### Тренерская
Сейчас является тренером ФК «Богемианс 1905».